# Panda Cloud Antivirus
Panda Cloud Antivirus — антивирусное программное обеспечение с функциями брандмауэра, разрабатываемое Panda Security. Продукт был представлен весной 2009 года CEO компании Хуаном Сантана в качестве защитного решения с новой моделью защиты, использующей облачные вычисления. Программа предоставляет пользователю защиту от вирусов, троянских программ, шпионских программ, червей, adware и дозвонщиков. На ноябрь 2011 года серверы «Коллективного Разума» (англ. Collective Intelligence) Panda Cloud Antivirus проанализировали более 200 млн файлов.

## Особенности
Главной особенностью антивируса является то, что он распространяется по принципам «Программное Обеспечение + Услуги» (англ. S+S — Software plus Services), то есть пользователь устанавливает на свой компьютер программу, а часть работы программы происходит на серверах Panda Security (детектирование на локальном компьютере и сканирование с использованием облачных технологий). Таким образом, достигается высокая эффективность антивируса при низкой нагрузке на систему.

### Работа антивируса
Антивирус Panda Cloud работает, используя вычислительные способности локального компьютера и удалённых серверов Panda Security. В облаке антивирус пользуется системой Collective Intelligence, собирающей, анализирующей, категорирующей и выполняющей лечение файлов. Все сигнатуры вредоносного ПО находятся именно на удалённых серверах, избавляя пользователя от необходимости загружать их обновления. На пользовательской стороне работает эвристический анализатор и инструменты постоянного сканирования, которые имеют три степени приоритета:
- Мгновенное сканирование — антивирус проверяет все активные процессы, программы и файлы.
- Сканирование с упреждающей выборкой — антивирус откладывает сканирование файлов, загруженных из Интернета или с внешних носителей, но . привет .не запущенных пользователем, на то время, пока не совершатся рутинные действия с высоким приоритетом. Если пользователь начнёт работать с данными файлами, то они будут перенесены в категорию для мгновенного сканирования.
- Фоновое сканирование — антивирус в фоновом режиме сканирует все файлы системы, пока пользователь не работает с компьютером.

При сканировании антивирус может создавать особые кэши, которые позволяют при повторном сканировании значительно сократить время проверки компьютера. Также антивирус способен контролировать посещения сайтов пользователем, блокируя вредоносные.

## Сертификации и награды
- ICSA Labs сертифицировала антивирус Panda Cloud как соответствующий стандартам[10].
- Microsoft присвоила антивирусу статус «Совместим с Windows 7»[11].
- Издание PCMag дважды наградила антивирус званием «Выбор редакторов» в номинации «Лучший бесплатный антивирус»[12][13].
- Китайская антивирусная лаборатория PCSecurityLabs вручила сертификат о высокой эффективности антивируса[14].
- Лаборатория AV-Comparatives в августе 2011 года присвоила антивирусу высшую награду (Advanced+) с уровнем обнаружения вредоносного ПО в 99,3 % в категории «сканирование по запросу»[15], а в ноябре 2011 года награду II степени (Advanced) с уровнем обнаружения 41,4 % при низком уровне ложных срабатываний в категории «Обнаружение неизвестного вредоносного ПО»[16].
- Обозреватель румынского портала Softpedia Ионат Иласку отметил, что антивирус прост в использовании, непритязателен к системным ресурсам, обеспечивая безопасность от большинства существующих типов вредоносного ПО, хотя при этом, обладая высокой степенью обнаружения, антивирус не может справиться с нейтрализацией некоторых угроз. По итогам обзора редактор сайта присвоил антивирусу пять баллов из пяти возможных (англ. excellent)[17].

### Официальные сайты
- Официальный сайт (рус.)
- Официальный форум (англ.)

### Обзоры в прессе
- Neil J. Rubenking. Panda Cloud Antivirus Free Edition 1.0 (англ.). PC Magazine (13 ноября 2009). — «Panda Cloud Antivirus offers free malware protection in a lightweight package with an ultra-fresh user interface.» Дата обращения: 12 декабря 2010. Архивировано из оригинала 11 мая 2012 года.
- Seth Rosenblatt. Panda Cloud Antivirus Free Edition 1.3 (англ.). CNET (27 октября 2010). — «Panda Cloud Antivirus makes a decent, reasonable security choice for anybody looking to effectively balance security and system performance.» Дата обращения: 18 декабря 2010. Архивировано из оригинала 11 мая 2012 года.
- Mark Wilson. Panda Cloud Antivirus review (англ.). TechRadar (7 марта 2010). — «Panda Cloud Antivirus approaches virus protection from a different angle». Дата обращения: 18 декабря 2010. Архивировано из оригинала 11 мая 2012 года.
- Steve Ragan. Panda Cloud Antivirus 1.0 Review (англ.). The Tech Herald (13 ноября 2009). — «With that said, CloudAV scored an 85 out of 90. CloudAV is clean looking, fast, and free.» Дата обращения: 24 декабря 2010. Архивировано из оригинала 11 мая 2012 года.
- Ionut Ilascu. Panda Cloud Antivirus Pro (англ.). Softpedia (4 июня 2010). — Windows software reviews. — «It preserves ease of use and minimalist interface, while also time enforcing protection with behavioral detection. Shutting off possible malware entry points, such as Windows Autorun and USB drive’s autorun.inf, makes for valid proactive measures against threats.» Дата обращения: 24 декабря 2010. Архивировано из оригинала 11 мая 2012 года.

### Дополнительно
- Lenny Zeltser. What Is Cloud Anti-Virus and How Does It Work (англ.). Lenny Zeltser (6 октября 2010). — Объяснение принципов работы облачных антивирусов со ссылкой на академические круги. — «Defining Cloud Anti-Virus». Дата обращения: 24 декабря 2010. Архивировано из оригинала 11 мая 2012 года.